# Alise Dzeguze-Kļaviņa
Alise Antonija Dzeguze (później Kļaviņa, ur. 15 kwietnia 1914 w Rydze, zm. 23 września 1999 w Toronto) – łotewska łyżwiarka figurowa, startująca w konkurencji solistek. Uczestniczka igrzysk olimpijskich (1936).
Reprezentowała klub Universitātes sports Ryga (US Rīga), a jej trenerem była osoba o nazwisku Veiss. W 1932 została mistrzynią Łotwy w zawodach par. W latach 1933–1938 oraz w 1940 zwyciężała mistrzostwa kraju w kategorii solistek. W 1941 została mistrzynią Łotewskiej SRR w zawodach solistek, a w 1942 i 1944 wygrywała mistrzostwa okupowanej Łotwy w tej samej konkurencji.
Po II wojnie światowej wyemigrowała do Argentyny, następnie do Meksyku, a później zamieszkała w Kanadzie.